# Прапор Великолепетиського району
Пра́пор Великолепети́ського райо́ну — офіційний символ Великолепетиського району Херсонської області, затверджений 20 серпня 2003 року рішенням сесії Великолепетиської районної ради.

## Опис
Прапор являє собою прямокутне полотнище зі співвідношенням сторін 2:3, що складається з трьох горизонтальних смуг — блакитної, жовтої та хвилястої синьої.

## Символіка
- Блакитний колір означає чистоту та щирість.
- Жовтий символізує широчінь ланів.
- Синій — ознака величі водних просторів.